# The Courtauld Institute of Art
Il Courtauld Institute of Art, conosciuto anche come The Courtauld (AFI: /ˈkɔərtoʊld/), è un centro per lo studio della storia dell'arte, sito nel Regno Unito. Dal punto di vista amministrativo, l'Istituto è un college indipendente della University of London.

## Storia
L'Istituto fu fondato nel 1932 grazie alle donazioni di Samuel Courtauld, Lord Lee of Fareham e Robert Witt. Dalla fondazione fino al 1989 il Courtauld ha avuto sede in Home House, a Londra, per poi trasferirsi all'interno di Somerset House, sullo Strand.

## Struttura
L'Istituto ospita la Courtauld Gallery, la fototeca "Witt-Conway photographic library", un gabinetto di disegni e la biblioteca.